# Ytterhogdal, Överhogdal och Ängersjö församling
Ytterhogdal, Överhogdal och Ängersjö församling är en församling i Södra Jämtland-Härjedalens kontrakt i Härnösands stift. Församlingen ingår i Härjedalens pastorat och ligger i Härjedalens kommun i Jämtlands län.

## Administrativ historik
Ytterhogdal, Överhogdal och Ängersjö församling bildades år 2006 genom sammanslagning av församlingarna Ytterhogdal, Överhogdal och Ängersjö.Församlingen ingår sedan 2017 i Härjedalens pastorat.

## Kyrkor
- Överhogdals kyrka
- Ytterhogdals kyrka
- Ängersjö kyrka